# Eugen von Albori

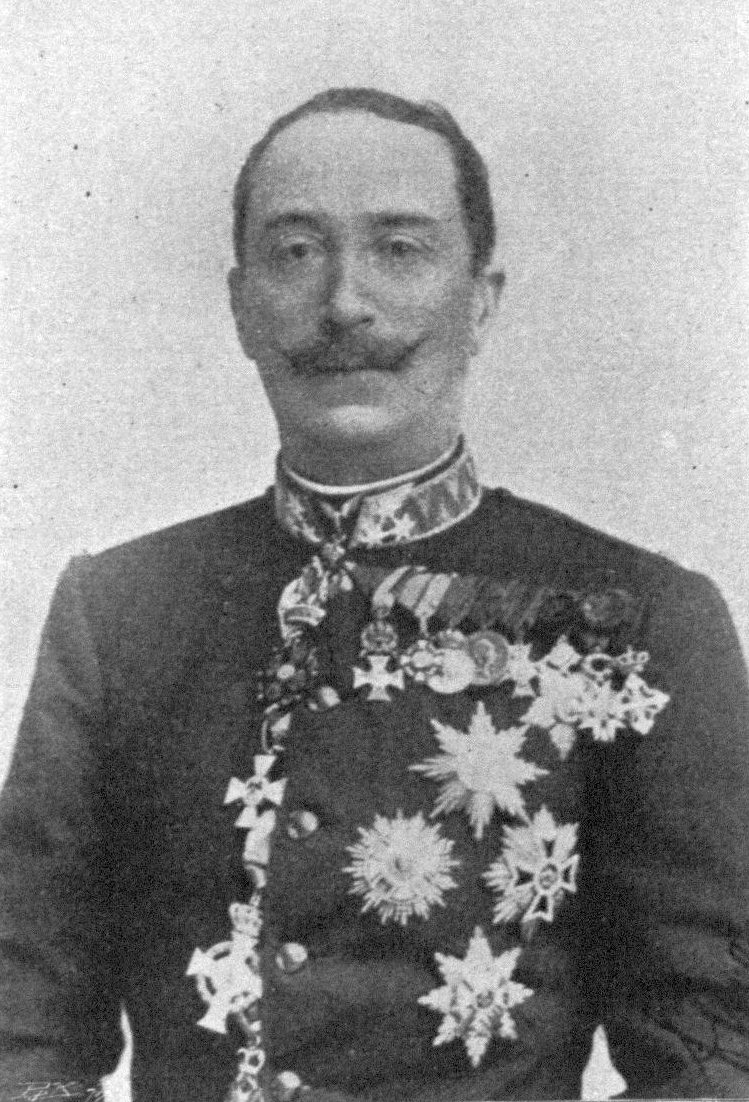
Eugen Freiherr von Albori

Eugen Maria Vincenz Anton Albori, ab 1880 Freiherr von Albori (* 27. Dezember 1838 in Cattaro, Dalmatien; † 5. September 1915 in Wien) war ein österreichisch-ungarischer Offizier, zuletzt im Range eines Generals der Infanterie.

## Biographie

### Ausbildung und Karriere bis 1878
Eugen von Albori ist in Cattaro zur Welt gekommen, wo sein Vater, der von einer alten venetianischen Familie abstammte, als Präsident des Landgerichts arbeitete. Nach Absolvierung der Theresianischen Militärakademie in Wiener Neustadt wurde er im September 1857 als Unterleutnant zum Tiroler Kaiserjägerregiment transferiert, wo er am 28. Mai 1859 zum Leutnant befördert wurde. Mit diesem Regiment nahm er auch an den militärischen Auseinandersetzungen in Norditalien im Rahmen des Sardinischen Krieges teil, wo er sich bei mehreren Gelegenheiten als Bataillonsadjutant profilieren konnte. Dies vor allem in der Schlacht bei Magenta, was ihm das Militärverdienstkreuz mit Kriegsdekoration einbrachte. Nach dem Besuch der k.u.k. Kriegsschule wurde er als Oberleutnant zum 18. Feldjäger-Bataillon transferiert, und gleichzeitig auch permanent dem Generalstab zugeteilt. Am 23. August 1864 wurde er zum Hauptmann 2. Klasse befördert, und am 4. Mai 1866 zum Hauptmann 1. Klasse. Während des Deutschen Krieges von 1866 hatte er den Posten eines Generalstabsoffiziers in Knin in Dalmatien inne und erhielt eine Belobigung seines kommandierenden Generals Feldmarschallleutnant Eugen Philippovich von Philippsberg. Am 10. Oktober 1868 wurde er zur Theresianischen Militärakademie als ein Instrukteur der Taktik und der Geschichte des Führungsverhaltens transferiert und schrieb zu beiden Themengebieten theoretische Abhandlungen. Im November 1872 erhielt er eine außertourliche Beförderung zum Major im Generalstab und wurde dem Generalstab der 4. Infanteriedivision in Brünn zugeteilt. Darauf folgenden Jahres im Mai erhielt er das Kommando über das 32. Feldjäger-Bataillon in Mauer bei Wien. Diese Einheit wurde oft für Paraden während der Weltausstellung in Wien benützt, wodurch Eugen von Albori als Kommandant viele ausländische Orden erhielt. Im Mai 1876 wurde er zum Oberstleutnant befördert und zum Chef des Generalstabs des kommandierenden Generals in Triest ernannt. Im September desselben Jahres war er der Leiter der österreichisch-ungarischen Delegation, welche die großen preußisch-sächsischen Manöver observieren sollte. Zwei Monate später wurde er zur internationalen Grenzkommission entsandt, die die Grenze zwischen Montenegro und dem Osmanischen Reich zu regulieren hatte. Während dieser schwierigen Verhandlungen konnte er sich als erfolgreicher Diplomat profilieren, was ihm weitere ausländische Orden einbrachte.

### Okkupationsfeldzug in Bosnien
Während der Okkupation von Bosnien und der Herzegowina im Jahr 1878 bekleidete er den Posten des Chefs des Generalstabs der 7. Infanteriedivision unter dem General Herzog Wilhelm von Württemberg und nahm am 5. August 1878 an der Schlacht bei Rogelje und Jaice teil. Im September des Jahres erhielt er die Stellung als Chef des Generalstabs des 13. Korps und nahm an der 3 Tage dauernden Schlacht um Ključ, wie auch an der Einkreisung und Bombardierung von Livno teil. Nach der Kapitulation der Stadt wurde Eugen von Albori am 1. November 1878 zum Oberst im Generalstab befördert. Als sich der Aufruhr in Bosnien dem Ende näherte, wurde er dem Herzog von Württemberg zugeteilt, an dessen Seite er die überaus schwierigen Verhandlungen während der Besetzung des Lim-Gebiets führte. Diese Konferenz wurde zwischen Österreich-Ungarn und dem Osmanischen Reich geführt, die in der Vereinbarung vom 21. April 1879 gipfelte, gefolgt von der Besetzung des Sandschak von Novi Pazar. Während des Okkupationsfeldzuges erhielt er wiederum mehrere Auszeichnungen, sowie die Erhebung in den Freiherrenstand am 29. März 1880. Darüber hinaus machte ihn die Stadt Sarajevo zum Ehrenbürger. Am 18. April 1906 (Diplom Wien 17. Juli 1906) genehmigte Kaiser Franz Joseph zudem die Übertragung des Freiherrenstandes und Wappens des Eugen Freiherrn von Albori auf seinen Bruder, den ebenfalls in Cattaro geborenen Großhändler Johann von Albori.

### Leben und Wirken bis zur Jahrhundertwende
1881 war Eugen Mitglied der österreichisch-ungarischen Delegation des Generalstabs, welche die großen Manöver in Frankreich observierte. Nach seiner Rückkehr wurde er zum Chef des Büros für operative und besondere Generalstabsarbeiten ernannt, was ihn zur rechten Hand des Chefs des Generalstabes Feldzeugmeister Beck machte. Aus dieser Position heraus konnte er auch Einfluss auf die großen Armeereformen der 1880er Jahre nehmen. Er blieb auf diesem Posten – unterbrochen nur durch seinen Besuch der großen Deutschen Manöver bei Dresden und Breslau – bis Oktober 1884, als er das Kommando der 72. Infanteriebrigade in Agram übernahm. Für seine Leistungen im Generalstab erhielt er eine Belobigung von Kaiser Franz Joseph, was ihm später noch das Signum Laudis eintragen sollte. Im März 1887, in der Zwischenzeit schon zum Generalmajor avanciert, übernahm er das Kommando der 60. Infanteriebrigade. August 1889 erhielt er das Kommando über die 15. Infanteriedivision in Miskolc, kurz gefolgt von seiner Beförderung zum Feldmarschallleutnant am 1. November 1889. Am 12. Mai 1893 erhielt er den Posten des Kommandanten der 28. Infanteriedivision in Laibach und führte es erfolgreich in den großen Manövern bei Güns. Von dieser Position wurde er jedoch rasch abgelöst, und zum Ehrenkavalier des Königs von Rumänien während seines ausgedehnten Aufenthalts in Österreich-Ungarn ernannt. Nach dieser Aufgabe wurde er stellvertretender Kommandant des 2. Korps sowie Stellvertreter des kommandierenden Generals in Wien. Es dauerte eine Weile, bis wieder ein aktiver Posten für diesen hervorragenden General frei wurde, aber im September 1894 wurde er mit dem Kommando über das 1. Korps betraut, sowie zum kommandierenden General in Krakau ernannt. Während der nächsten neun Jahre avancierte er zum einen am 25. Oktober 1897 zum Feldzeugmeister, zum anderen wurde er im Juni 1895 zum Oberstinhaber des 89. Infanterieregiments ernannt, sowie 1894 auch zum Geheimen Rat; darüber hinaus wurde er wiederholt mit diversen in- und ausländischen Orden ausgezeichnet.

### Die späten Jahre bis zum Tod
Am 3. Dezember 1903 übernahm Eugen von Albori das Kommando über das 15. Korps in Sarajevo, was ihn automatisch zum Leiter der Regierung in Bosnien und der Herzegowina machte – vermutlich war dies der bedeutendste politische Posten in der alten k.u.k. Armee. Da er keine eigenen Kinder hatte, übertrug er den Freiherrentitel und das Wappen an seinen Bruder Johann, der mit seiner Familie als Geschäftsmann und Grundbesitzer in Triest wohnte. Johann, der selbst schon 1893 nobilitiert wurde, konnte nun den Titel eines Freiherrn tragen. Im Juni 1907 wurde Eugen, nach einem Wechsel im Rang zum General der Infanterie, zum General-Truppen-Inspektor ernannt. Damit hatte er den höchst möglichen Rang in Friedenszeiten erlangt. Während der Annexionskrise von 1908 wurde vereinbart, dass er, und nicht einer der Erzherzöge, im Falle eines bewaffneten Konfliktes Oberbefehlshaber der gesamten Armee werden sollte. Am 1. September 1907 konnte Eugen bereits sein 50-jähriges Jubiläum im aktiven Offiziersdienst verzeichnen. Im Zuge dieses Ereignisses verlieh ihm der Kaiser das Militärverdienstkreuz mit Brillanten. Diese Dekoration wurde vom Kaiser persönlich und auf eigene Kosten an besonders verdiente Personen verliehen, wobei zwischen 1848 und 1918 nur 23 solcher Orden mit Brillanten zuerkannt wurden. Dieses besondere Stück – das zusätzlich noch des Kaisers Initialen sowie die Jahreszahlen 1857 und 1907 aufwies – landete übrigens nicht wie die meisten anderen in einem Museum, sondern wurde 1993 im Dorotheum versteigert. Im Alter von 72 Jahren fragte Eugen am 18. April 1910 um die Erlaubnis für seine Versetzung in den Ruhestand an, was jedoch nicht bewilligt wurde. Er wurde zwar von seinem Posten abgelöst, nicht jedoch in die Pensionierung geschickt. Er ließ sich in der Folge in Wien nieder, wo er seine einzigen Tätigkeiten noch für die Gesellschaft des Weißen Kreuzes erbrachte. Er wurde 1913 schließlich noch zu deren Präsidenten erkoren. General der Infanterie Eugen von Albori starb am 5. September 1915 in Wien.

## Auszeichnungen
- Militärverdienstkreuz 3. Klasse mit Kriegsdekoration, 3. Juli 1859
- Sankt-Stanislaus-Orden 3. Klasse (Kommandeurkreuz), Datum unbekannt
- Roter Adlerorden 2. Klasse, Datum unbekannt
- Offizierskreuz des Sonnen- und Löwenordens, Datum unbekannt
- Ritterorden der hl. Mauritius und Lazarus, Datum unbekannt
- Takovo-Orden 2. Klasse, 1876
- Kommandeurkreuz des Ordens Danilos I. für die Unabhängigkeit, 1876
- Ritterkreuz des Leopold-Ordens mit Kriegsdekoration, 1878
- Orden der Eisernen Krone 2. Klasse, 1880
- Offizierskreuz der Ehrenlegion, Datum unbekannt
- Kommandeurkreuz 2. Klasse des Albrechts-Orden, 6. Jänner 1883
- Bronzene Militär-Verdienstmedaille „Signum Laudis“, 1890
- Großkreuz des Ordens der Krone von Rumänien, Datum unbekannt
- Orden der Eisernen Krone 1. Klasse, 1. November 1898
- Großkreuz des Leopold-Ordens mit Kriegsdekoration, 13. Oktober 1903
- Großkreuz des Friedrichs-Orden, 13. April 1897
- Großkreuz des Roten Adlerordens, 19. Jänner 1902
- Großkreuz des Ordens der Württembergischen Krone, 18. April 1903
- Brillanten zum Großkreuz des Roten Adlerordens, 24. Oktober 1903
- Osmanje-Orden 1. Klasse, 8. April 1905
- Militärverdienstkreuz mit Brillanten, 1907